# Anke von Seck
Anke von Seck, née Anke Nothnagel le 10 septembre 1966 à Brandebourg-sur-la-Havel est une kayakiste allemande qui a gagné trois médailles d'or et une médaille d'argent aux Jeux olympiques d'été. Au début de sa carrière, elle concourait pour l'Allemagne de l'Est.

## Biographie
En 1987, Anke Nothnagel battait Birgit Schmidt en K-1 aux championnats d'Allemagne de l'Est et remportait son unique titre individuel. Aux championnats du monde, elle participait en K-2 et en K-4 et remportait les deux titres avec Birgit Schmidt. Un an plus tard, aux Jeux olympiques d'été de 1988, Anke Nothnagel et Birgit Schmidt remportaient le titre en K-2 et en K-4 (avec Ramona Portwich et Heike Singer).
En 1989, Anke Nothnagel et Heike Singer devenaient championnes du monde en K-2 et faisaient aussi partie du K-4 victorieux. Entre les saisons 1989 et 1990, Anke Nothnagel s'est mariée et courait désormais sous le nom de Anke von Seck. Avec Ramona Portwich, elle devenait championne du monde en K-2 sur 500 m et pour la première fois également sur 5 000 m. Les deux kayakistes faisaient encore partie du K-4 victorieux. Après la réunification allemande, von Seck et Portwich couraient pour l'Allemagne et défendaient avec succès leurs trois titres en 1991. Aux Jeux olympiques d'été de 1992 à Barcelone, elles remportaient le titre en K-2. En K-4, avec Birgit Fischer(-Schmidt) et Katrin Borchert, elles étaient battues par les Hongroises.
Après ces Jeux, Anke von Seck arrêta la compétition et se concentra sur ses études de pédagogie mais resta active comme entraîneur dans son club à Rostock.

## Palmarès

### Jeux olympiques d'été
- Jeux olympiques d'été de 1988 à Séoul (Corée du Sud)
  -  Médaille d'or en K-2 500 m
  -  Médaille d'or en K-4 500 m
- Jeux olympiques d'été de 1992 à Barcelone (Espagne)
  -  Médaille d'or en K-2 500 m
  -  Médaille d'argent en K-4 500 m

### Championnats du monde
- Championnats du monde de 1987 à Duisbourg (Allemagne de l'Ouest)
  -  Médaille d'or en K-2 500 m
  -  Médaille d'or en K-4 500 m
- Championnats du monde de 1989 à Plovdiv (Bulgarie)
  -  Médaille d'or en K-2 500 m
  -  Médaille d'or en K-4 500 m
  -  Médaille d'or en K-2 5 000 m
- Championnats du monde de 1990 à Poznań (Pologne)
  -  Médaille d'or en K-4 500 m
  -  Médaille d'or en K-2 5 000 m
- Championnats du monde de 1991 à Paris (France)
  -  Médaille d'or en K-2 500 m
  -  Médaille d'or en K-4 500 m

## Sources
- (de) Cet article est partiellement ou en totalité issu de l’article de Wikipédia en allemand intitulé « Anke von Seck » (voir la liste des auteurs).
- (de) Volker Kluge: Das große Lexikon der DDR-Sportler, Schwarzkopf & Schwarzkopf, Berlin 2000  (ISBN 3-89602-348-9)